# Marie-Albert van der Cruyssen
Marie-Albert van der Cruyssen, né Charles van der Cruyssen le 11 juillet 1874 à Gand (Belgique) et décédé le 30 avril 1955 à l’abbaye d’Orval, est un moine cistercien (OCSO). 
Héros de la Première Guerre mondiale, il est connu pour avoir piloté la refondation de l’abbaye Notre-Dame d'Orval, en Belgique, dont il fut le 54e abbé, et premier dans la nouvelle abbaye.

## Biographie

### Jeunesse et vie professionnelle
Fils de Charles van der Cruyssen, un tapissier-décorateur de Gand, et de Jeanne Moerman, le jeune Charles van der Cruyssen nait à Gand le 11 juillet 1874. Il a trois frères et sœurs. Ayant perdu son père alors qu’il est encore scolarisé au collège Saint-Amand de Gand, van der Cruyssen doit renoncer à l’université pour se consacrer à l’entreprise familiale et subvenir aux besoins de sa famille. Il sera autodidacte. S'adaptant aux circonstances, il s’efforce de devenir un spécialiste dans un métier qu’il n’a pas choisi. À 17 ans, il a déjà de lourdes responsabilités.
L’entreprise tourne bien. Avec ses ouvriers, dont il est proche, il décore les pavillons belges aux expositions internationales de Paris en 1902, de Liège en 1905 et de Milan en 1906. Progressiste dans le domaine social, il crée le cercle de loisirs et réflexion « Dieu et Patrie » en 1893 où se retrouve la jeunesse catholique gantoise des professions artisanales. En 1908 le cercle, rigoureusement bilingue, compte 1400 membres. Cette animation sociale l’entraine dans le champ politique. Certaines demandes sociales faites au nom des classes moyennes – dans le domaine de la formation des jeunes et de création de caisses de solidarité -  prendront du temps avant d’être politiquement réalisées. Avec la fondation en 1913 du « Katholiek Middenstandsverbond van België » pour la représentation et défense des petits commerçants, il entre plus directement dans la vie politique du pays.

### Héros de la Première Guerre mondiale

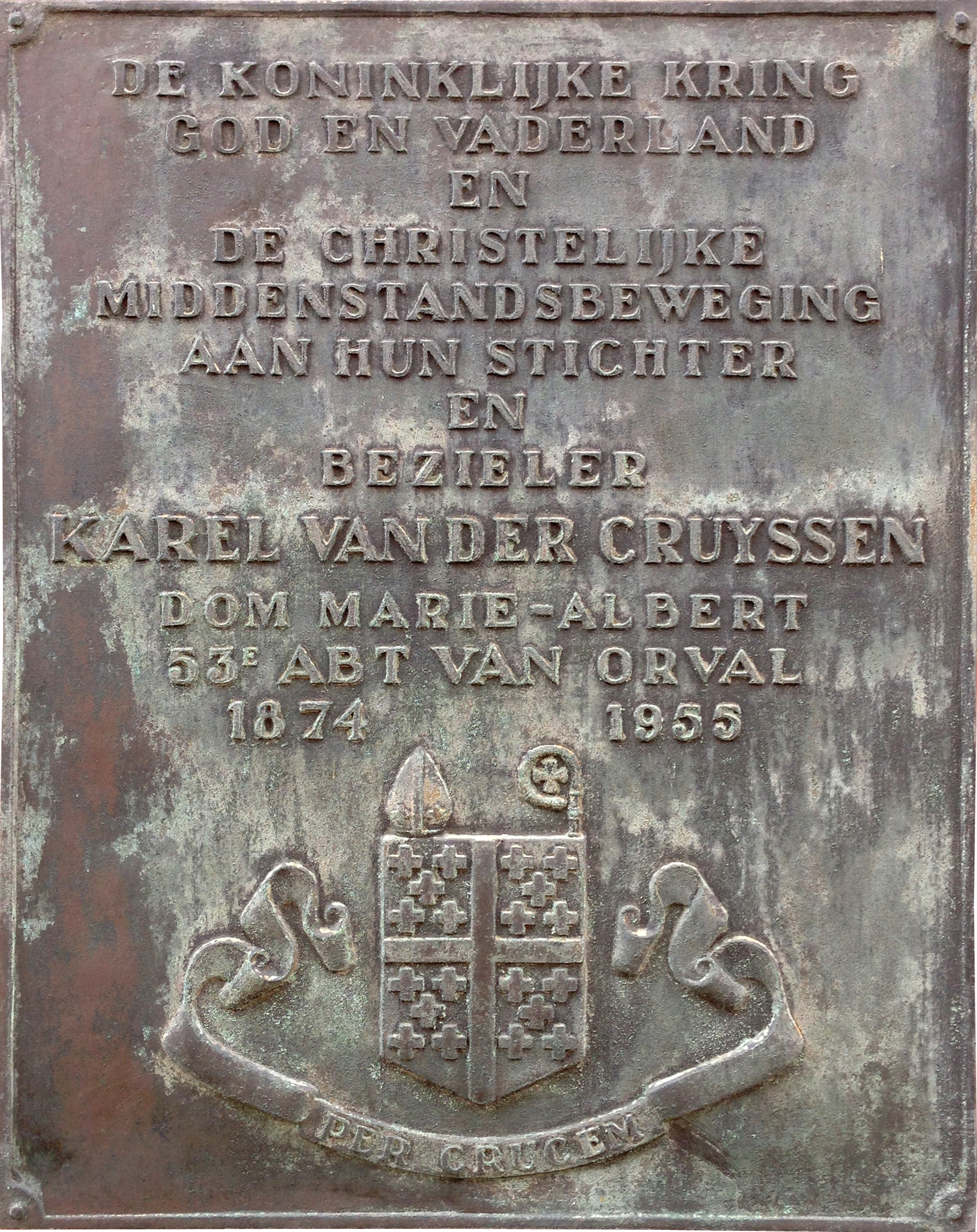
Plaque commémorative à Gand

La Première Guerre mondiale change sa vie, mettant un terme à ses activités professionnelles et politiques. À 40 ans, van der Cruyssen s’engage dans l'armée belge comme simple volontaire : il ne connait rien au métier des armes. Cependant son intelligence et son courage, comme son sens de la conduite des hommes, font qu’il est déjà sergent en septembre 1914. Il participe à la défense de la forteresse d'Anvers et à la bataille de l'Yser (octobre 1914). Il est souvent sur le front même. Il est promu sous-lieutenant en janvier 1916.
En septembre 1918, le sous-lieutenant van der Cruyssen participe à l’attaque générale du front allemand, mais le 21 octobre 1918, il est  gravement blessé à Zomergem et fait prisonnier. Emmené par les Allemands à l’hôpital militaire d’Anvers, il s’en échappe lors de sa deuxième tentative, pour être hospitalisé à Gand. Sa blessure aura des séquelles durables. Il obtient le statut d’invalide de guerre.
En décembre 1918, il est de retour à Gand, couvert de médailles. Étant l’un des 12 soldats les plus décorés de l'armée belge, il est célébré comme un héros de la guerre. De cette période il lui restera de solides amitiés qui l’accompagneront toute sa vie.

### Entrée à la Grande Trappe
Et soudainement, à peine démobilisé (en 1919), Charles van der Cruyssen quitte tout et semble disparaître. Libre d’obligations familiales, sa mère étant décédée en 1916, il déclare partir en voyage aux États-Unis. En fait, il va frapper à la porte du monastère de la Grande Trappe, à Soligny. L’abbaye lui est familière car il y avait fait plusieurs séjours, comme permissionnaire, durant la guerre.
Cet attrait pour la vie monastique, qu'il ressentait depuis un chemin de croix fait à Lourdes en 1914, peut enfin se concrétiser. L’ancien soldat et prospère homme d’affaires, est admis à la Grande Trappe en décembre 1919. Commence alors l’austère période d’initiation trappiste : le novice a 45 ans. Ses rares lettres indiquent qu’il y a trouvé le bonheur. Il souhaite se faire oublier. Devenu « Dom Marie-Albert », Charles van der Cruyssen fait sa profession religieuse solennelle en 1925 et est ordonné prêtre peu après.

### Reconstruction d’Orval
Le 8 mai 1926, en route pour le Luxembourg à la recherche d’un refuge éventuel, dans le cas où le gouvernement français reviendrait aux anciennes lois antireligieuses, contraignant les moines à un nouvel exil, le père abbé de la grande Trappe Jean-Marie Clerc et Dom Marie-Albert van der Cruyssen visitent les ruines de l’ancienne abbaye d'Orval. C’est alors que nait l’idée d’une résurrection d’Orval. Les propriétaires des lieux, contactés par lettre en mai 1926 confirment immédiatement être disposés à céder le val orvalien s’il était question de le rendre à sa première destination monastique. L’affaire est vite arrangée : en juillet 1926, la famille de Harenne fait don des ruines d’Orval à l’ordre cistercien (OCSO).
L’Abbé général confie cependant le projet à l’abbaye de Sept-Fons car cette dernière cherchait un refuge pour ses moines rapatriés de Maristella au Brésil. Dom Albert est détaché de la Grande-Trappe vers Sept-Fons pour conduire ce projet, au grand dam de son Abbé qui appréciait l’excellent cellérier qu’il était. Homme d’expérience dans ce genre de travaux, Dom Albert aménage rapidement des locaux pour recevoir les premiers moines de la nouvelle Orval.
Dom Jean-Baptiste Chautard, abbé de Sept-Fons, envisage pour Orval un simple prieuré, mais Dom Albert retrouvant ses propensions d’entrepreneur énergique et dynamique, ambitionne plus et voit plus loin. Rien de moins que de reconstruire et rétablir l’ancienne et prestigieuse abbaye d'Orval. Cela crée des tensions entre l’abbé de Sept-Fons et son prieur d’Orval.
Pour aider au financement des travaux d’une toute nouvelle abbaye, juste à côté des ruines de l’ancienne, Dom Albert fonde (8 juillet 1926) l’association « Abbaye Notre-Dame d’Orval » avec des amis gantois dont le parlementaire Fernand Van Ackere et les avocats Louis Léger et Valentin Bifaut. Il prend une série d’initiatives et, utilisant ses anciens contacts, obtient en août 1932 du gouvernement belge la promesse de dix millions de francs, tirés des recettes de la loterie nationale organisée à l’occasion de l’exposition universelle de 1935. En fait, c’est tout un mouvement d’opinion publique favorable au rétablissement d’Orval qui se crée en Belgique. En 1926, il obtient l'aide des scouts catholiques de Belgique qui seront parmi les premiers à commencer le déblaiement des caves de l'ancienne abbaye en ruines. En 1928, un gala de bienfaisance avec représentation théâtrale est organisé au théâtre de la Monnaie pour venir en aide à la résurrection d’Orval. La même année, et quatre autres fois par la suite, des timbres-poste sont émis avec une surtaxe prélevée en faveur de la restauration d’Orval. Le roi Albert qui l’a connu personnellement durant la guerre soutient le projet de celui qui fut un de ses plus valeureux soldats.

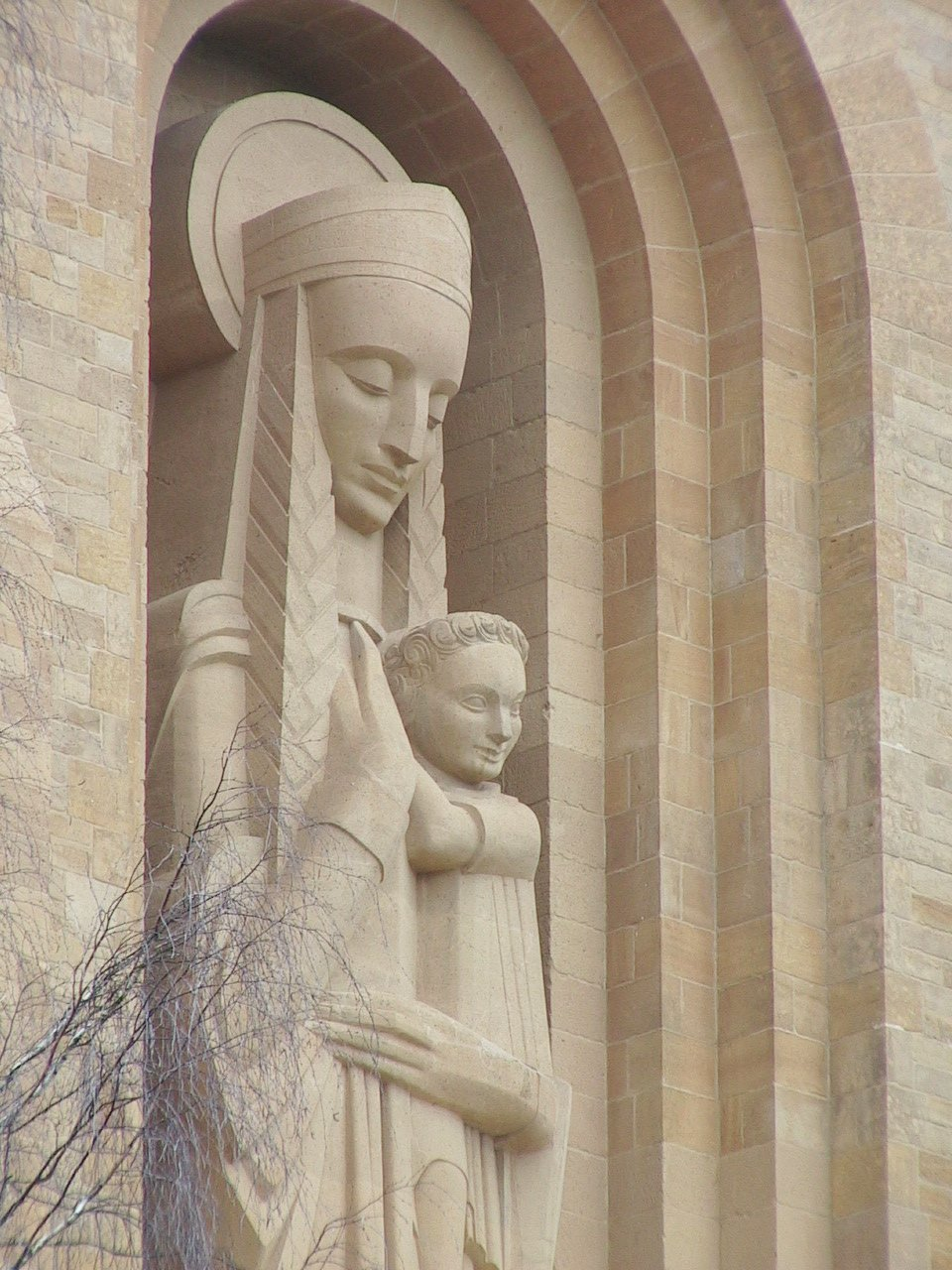
Notre-Dame d'Orval (façade de l'abbatiale).

Dom Albert veut édifier grand et beau. Avec l’abbé de la Grande Trappe et celui qu’il choisit comme architecte, Henry Vaes - un ami anversois de longue date - il visite Fontenay pour s’inspirer d’une des plus anciens sites cisterciens dont les murs sont encore debout.
De plus en plus indépendant et emporté par l’enthousiasme, il néglige certains canons de l’architecture cistercienne. Il fait ainsi construire une tour-clocher, ce qu’aucune abbaye cistercienne ne peut posséder. Elle devait être surmontée d’une statue mariale de 8 mètres. L’opposition de l’abbé de Sept-Fons ne suffit pas. Il faut l’interdiction stricte du chapitre général des Cisterciens (OCSO) pour qu’il y renonce. Elle sera remplacée par une statue de la Vierge de 17 mètres de haut, œuvre de Lode Vleeshouwers (1900-1964), qui fait toute la hauteur de la façade de l’abbatiale. Autres entorses à la sobriété traditionnelle des édifices cisterciens : la présence de nombreuses statues, mosaïques et vitraux, à l’intérieur comme à l’extérieur de l’abbatiale.
Dans le sillage de la résurrection d’Orval, Dom Marie-Albert s’occupe également de la renaissance de l’ancienne abbaye Notre-Dame de Clairefontaine (Arlon) qui, en 1934, reprend vie sur un nouveau site à Cordemois, près de Bouillon. Le même architecte anversois, Henry Vaes, en dessine les bâtiments.

### Communauté monastique
Au début de l’année 1927, la nouvelle hôtellerie est achevée – premier bâtiment du nouveau complexe – et les moines venus de Sept-Fons s’y installent. En mars - moment spirituellement refondateur de l’abbaye - l’office divin est célébré au chœur par Dom Marie-Albert avec les pères François-Régis Jammes, Sébastien Six et le frère convers Benoît-Joseph.
Le 30 septembre 1928, le bâtiment du noviciat est achevé et dès lors occupé par la petite communauté monastique. Le 19 août 1929, la première pierre de l’abbatiale est posée en  présence du prince héritier Léopold. Le 6 octobre 1935 ont lieu les premières ordinations sacerdotale d’Orval : six nouveaux prêtres. De 1936 à 1938 Lode Vleeshouwers achève l’immense statue Notre-Dame d’Orval sur la façade de l’abbatiale.
Tout en suivant de près le progrès des travaux et guidant les premiers pas de la jeune communauté, Dom Marie-Albert est également actif à l'extérieur de l’abbaye. Ainsi il dirige spirituellement un groupe de jeunes filles du diocèse de Namur qui s’unissent finalement pour former avec son soutien une nouvelle congrégation religieuse d’inspiration cistercienne. Ce sont les Bernardines-Réparatrices. Approuvée en 1934, la congrégation aura quelques maisons en Belgique avant de rejoindre l’Ordre Cistercien (OCSO) en 1975.

### Abbé d’Orval
Le 2 mars 1936, Dom Marie-Albert est élu abbé de Notre-Dame d’Orval, le statut d’abbaye lui ayant été restitué par le chapitre de l’Ordre cistercien (OCSO). Il succède, après une vacance de 137 ans, à Dom Gabriel Siegnitz, dernier abbé de l’ancienne abbaye d'Orval, décédé en 1799. 54e abbé d’Orval, Dom Marie-Albert marque la continuité avec l’ancienne abbaye en adoptant le blason de son prédécesseur, y modifiant seulement quelques couleurs.

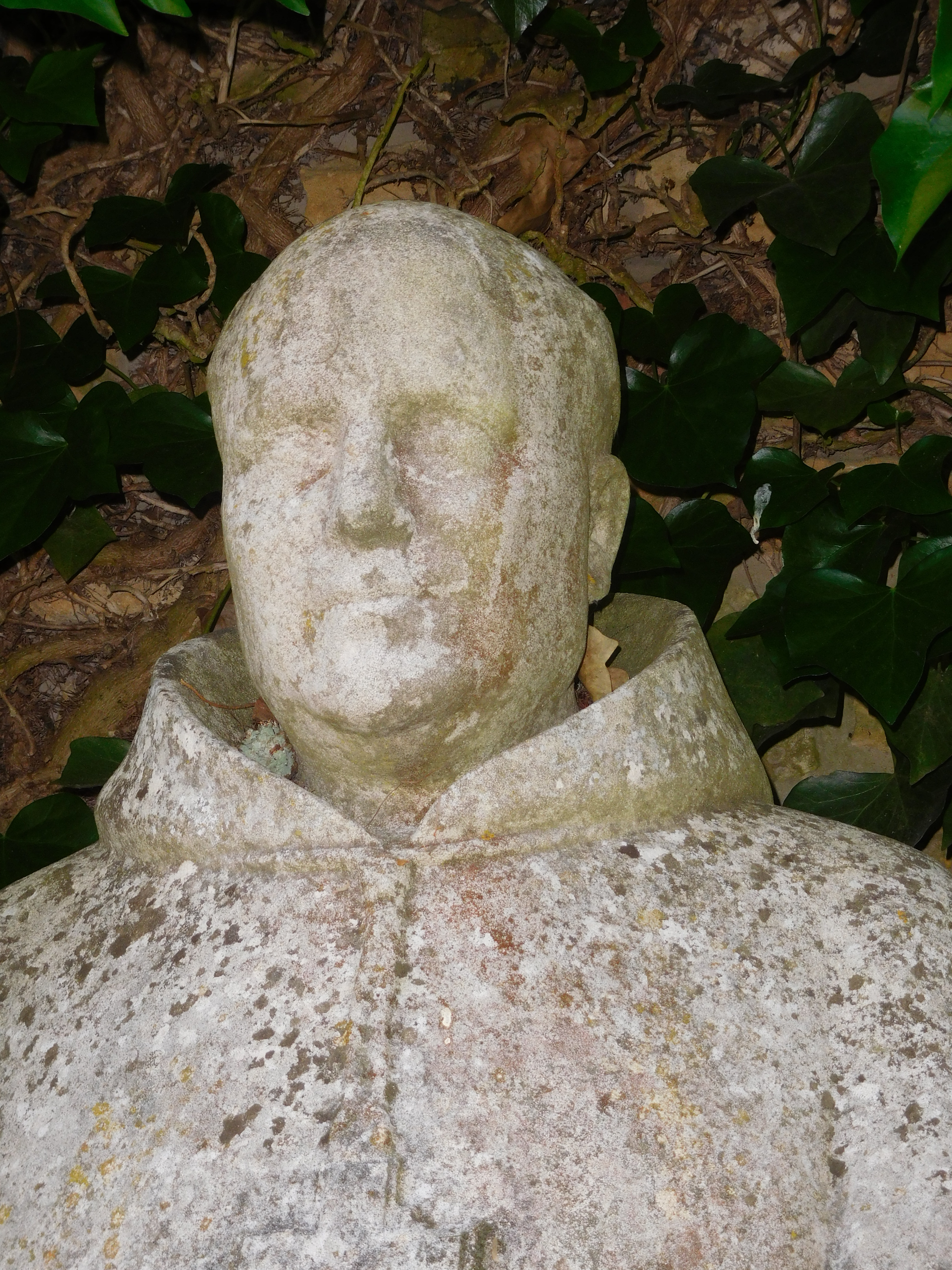
Dom Marie-Albert van der Cruyssen (statue à Orval)

Quatre ans plus tard, les moines doivent partir en exil quand en mai 1940 les Allemands envahissent la Belgique. Seuls deux moines restent dans les bâtiments qui sont pillés. Dom Marie-Albert présente ses services au gouvernement, et le ministre de la santé publique, Marcel-Henri Jaspar, lui confie l'organisation des secours et de l'accueil en France pour les innombrables réfugiés belges qui, devant l'avancée allemande fuient la Belgique pour la France . Les hostilités finies, il s’empresse de rentrer dans son abbaye, dévastée mais intacte. Durant l’occupation, il eut souvent maille à partir avec les autorités allemandes. L’abbaye doit subir de nombreuses perquisitions. Mais Dom Marie-Albert échappe à toute arrestation. Son caractère direct et son franc-parler, avec subtil appel à la conscience, lui permettent d’obtenir le retour de certains objets volés à l’abbaye. Avec sang-froid et audace, il collabore discrètement à la Résistance, cachant des personnes réfractaires dans l’abbaye ou dans des fermes des alentours, fournissant faux papiers et victuailles aux maquisards.
La guerre terminée, la vie reprend son rythme à Orval, mais bientôt, en 1948, la santé de Dom Marie-Albert commence à inquiéter. Il participe encore pleinement aux cérémonies du 8 septembre 1948 qui élèvent l’église abbatiale en « basilique mineure ». En juillet 1949, il est frappé coup sur coup de deux congestions cérébrales graves qui le contraignent à renoncer à sa charge. Il démissionne en 1950. Lors d’une dernière apparition publique le 8 août 1953, lors des cérémonies commémorant le 800e anniversaire de la mort de saint Bernard, Dom Marie-Albert, en chaise roulante, reçoit les insignes de Grand-Croix de l’ordre de la couronne des mains du Premier ministre, Jean Van Houtte, venu spécialement à Orval pour l’occasion.
Par après, ce ne sera qu’un lent déclin dans la souffrance acceptée. Dom Marie-Albert van der Cruyssen s’éteint à Orval le 30 avril 1955. Trois jours plus tard, il est inhumé dans le cimetière des moines.